# Charles Castonguay
Pour les articles homonymes, voir Castonguay.
Charles Castonguay, né en 1940 à Ottawa, est un enseignant canadien, professeur titulaire au Département de mathématiques et de statistique à l'Université d'Ottawa de 1968 à sa retraite.

## Biographie
Bien que de langue maternelle anglaise, ses parents l'inscrivent à l'école catholique française au primaire. Il suit ses premiers cours en anglais dans une école secondaire de langue anglaise. Il suit la recommandation d'un professeurs qui l'incite à s'enrôler dans les Forces armées canadiennes afin de payer ses études universitaires. Après le bac, il obtient une maîtrise en mathématiques. Au cours des trois ans de son service militaire, il est d'abord affecté aux quartiers généraux à Ottawa comme mathématicien conseil, puis il enseigne à de jeunes officiers au Collège militaire de St-Jean.
Son service terminé, sa maîtrise en main, il se fait offrir un poste de professeur de mathématiques à l'Université d'Ottawa et s'inscrit à l'Université McGill pour y étudier la philosophie des mathématiques et l'épistémologie. Sa thèse doctorale porte sur le sens et l'existence en mathématiques. Il la complète en 1971.
En 1970, il prend part à une assemblée du Parti québécois dans le comté de Laurier. René Lévesque est l'orateur de cette soirée d'information destinée aux anglophones. Il milite ensuite pour ce parti jusqu'à son élection en 1976.
En partie pour comprendre son propre cheminement d'anglophone francisé, il s'intéresse à l’analyse des comportements linguistiques des populations et des politiques linguistiques. Il devient spécialiste des questions de substitutions linguistiques. Il réalise plusieurs études pour le compte de l'Office québécois de la langue française.
Le 25 janvier 2001, il participe activement à une journée thématique de la commission des États généraux sur la situation et l'avenir de la langue française au Québec portant sur Les enjeux démographiques et l’intégration des immigrants. Par la suite, il suit de près les travaux de cette commission.
Depuis l'année 2000, il collabore régulièrement à L'aut'journal. Il participe à la fondation de l'Institut de recherche sur le français en Amérique (IRFA) le 31 mars 2008. En janvier 2010, il en était toujours membre.

## Publications en français

### Livres
- La francisation ratée, Montréal, Éditions Du Renouveau Québécois, 2016, 52 pages  (ISBN 9782981505781).
- Le français dégringole ! Relancer notre politique linguistique, Montréal, Éditions du Renouveau québécois, 2011  (ISBN 9782981225900).
- Avantage à l’anglais ! Dynamique actuelle des langues au Québec, Montréal : Éditions du Renouveau Québécois, 2008  (ISBN 9782980107597)
- avec Pierre Dubuc et Jean-Claude Germain, Regards critiques : Larose n'est pas Larousse : la Commission des États généraux sur la situation et l'avenir de la langue française au Québec, Trois-Pistoles/Montréal : Éditions Trois-Pistoles/Éditions du renouveau québécois, 2002, 109 pages  (ISBN 2-89583-017-7)
- Charles Castonguay et al., L'enjeu de la langue française en Ontario français, Sudbury : Prise de parole, 1999, 269 pages  (ISBN 2-89423-096-6)
- L'indicateur de développement humain de l'ONU : le concept et son usage, Sainte-Foy : Secrétariat à la restructuration , Publications du Québec, 1995, 68 pages
- L'assimilation linguistique : mesure et évolution, 1971-1986, Québec : Conseil de la langue française, 1994, xx-243 pages  (ISBN 2-551-15750-1)
- Exogamie et anglicisation dans les régions de Montréal, Hull, Ottawa et Sudbury, Québec : Centre international de recherche sur le bilinguisme, 1981, 101 pages.

### Ouvrages collectifs
- « Politiques linguistiques et avenir des populations de langue anglaise et de langue française au Canada », dans : Michael A. Morris, éd., Les politiques linguistiques canadiennes : approches comparées, Paris, L’Harmattan, 2003, p. 174-234.
- « La vraie question linguistique : quelle est la force d'attraction réelle du français au Québec ? Analyse critique de l'amélioration de la situation du français observée en 2001 », dans : Michel Venne dir., L'annuaire du Québec 2004, Fides, Montréal, 2003, p. 232–253
- « Évolution démographique des Franco-Ontariens entre 1971 et 1991 », dans : Gilles Forlot et Normand Labrie dir., L’enjeu de la langue en Ontario français, Sudbury, Éditions Prise de parole, 1999, p. 15-32.
- « Évolution de l’anglicisation des francophones au Nouveau-Brunswick », dans : Lise Dubois et Annette Boudreau éd., Les Acadiens et leur(s) langue(s) : quand le français est minoritaire, Moncton, Éditions d’Acadie, 1997, p. 47-62.
- « Disparaître? Le nouveau contexte démographique de la question linguistique », dans : La Question linguistique au Québec 15 ans après la promulgation de la Charte de la langue française, Actes du Colloque sur la situation linguistique au Québec, Université de Montréal, 1992. Québec, Office de la langue française, 1993, p. 39–65.
- « L'évolution des transferts linguistiques au Québec selon les recensements de 1971 et 1981 », dans : Gérard Lapointe et Michel Amyot, éd., L'État de la langue française au Québec : bilan et perspective, tome 1. Québec, Conseil de la langue française, 1986, p. 201–268.
- « Le dilemme démolinguistique du Québec », dans : Douze essais sur l’avenir du français au Québec, Québec : Conseil de la langue française, 1984, p. 13-35.

### Articles parus dans des périodiques
- « Quebec’s new language dynamic. French fading fast », dans : François Vaillancourt ed., ‘40 Years of Bill 101 in Québec’, Language Problems & Language Planning, Special Issue, 43-2, juillet 2019, 113-134.
- « Le beau risque d’un Québec bilingue. Note critique de Alexandre Stefanescu et Pierre Georgeault (dirs), Le français au Québec : les nouveaux défis, Québec et Montréal, Conseil supérieur de la langue française et Fides, 2005, 622 p. », Recherches sociographiques, volume 47, numéro 2, mai-août 2006.
- « La cassure linguistique et identitaire du Canada français », Recherches sociographiques, volume 46, numéro 3, septembre-décembre 2005.
- « Le regard d’Ottawa sur la situation du français en 2001 », Recherches sociographiques, volume 46, numéro 2, 2005, p. 327–341
- « Le bien-fondé de la clause Québec dans l'Outaouais, vingt ans après le coup de force constitutionnel de 1982 », Bulletin d'histoire politique, volume 12, numéro 2, 2004, p. 174–188.
- « Le français, langue publique, langue commune », Bulletin d’histoire politique, volume 11, numéro 2, 2003, p. 167–170.
- « Le recensement au service de l'unité canadienne : comment dissimuler la faiblesse du français », L'Action nationale, volume XCIII, numéro 7, 2003, p. 82–110.
- « Démographie et langue. La baisse du poids des francophones à Montréal », L'Action nationale, volume XCII, numéro 5, 2002, p. 81–88.
- « Le fiasco de la politique linguistique canadienne dans la région d'Ottawa-Hull », Policy Options / Options politiques, novembre 2002
- « Note critique : Pensée magique et minorités francophones », Recherches sociographiques, volume 43, numéro 2, mai-août 2002 (via Érudit.org)
- « Assimilation linguistique et remplacement des générations francophones et anglophones au Québec et au Canada » Recherches sociographiques, volume 43, numéro 1, janvier-avril 2002. (via Érudit.org)
- « L'appareil gouvernemental poursuit sa dissimulation des faits », L'Action nationale, mars 2001
- « Les États généraux doivent aller plus loin que la Loi 101 », L'Action nationale, décembre 2000
- « Minorités de langue française : démographie et assimilation », L'Action nationale, volume XC, numéro 2, 2000, p. 17–35.
- « Call me Canadian », L’Action nationale, LXXXIX-9, novembre 1999, p. 35–38.
- « Tendances de la langue française au Canada jusqu'en 1996 », L'Action nationale, août 1999
- « Tendances de la langue anglaise au Québec », L'Action nationale, août 1999
- « Tendances de l'assimilation linguistique des allophones dans la région de Montréal », L'Action nationale, septembre 1998
- « Évolution de l'assimilation linguistique au Québec et au Canada entre 1971 et 1991 », Recherches sociographiques, volume 38, numéro 3, 1997
- « La dérive linguistique », Bulletin d'histoire politique, 5-2, hiver 1997, pp. 11-19.
- « Tendances de l'assimilation linguistique dans l'ouest de l'île de Montréal et l'ouest de l'Outaouais de 1971 à 1991 », Cahiers québécois de démographie, volume 26, numéro 2, Automne 1997 (via Érudit.org)
- « Compte rendu de Indicateurs de la situation linguistique au Québec, Conseil de la langue française, 1994 », Recherches sociographiques, volume 35, numéro 1, 1994
- « Mesure de l'assimilation linguistique au moyen des recensements », Recherches sociographiques, volume 34, numéro 1, 1993
- « L'orientation linguistique des allophones à Montréal », Cahiers québécois de démographie, Volume 21, numéro 2, Automne 1992 (via Érudit.org)
- « Recension de Paillé, Michel. Les écoliers du Canada admissibles à recevoir leur instruction en anglais ou en français. Conseil de la langue française, collection Notes et documents, no 80, 1991, 114 pages », Cahiers québécois de démographie, volume 21, numéro 1, Printemps 1992.
- « Recension de Dallaire, Louise Marcelle, et Réjean Lachapelle. Profils démolinguistiques des communautés minoritaires de langue officielle. Ottawa, Secrétariat d'État, Direction de la promotion des langues officielles, nos de catalogue S-42-10/1 à 12, 1990, 13 cahiers, environ 30 pages chacun. », Cahiers québécois de démographie, volume 19, numéro 2, Automne 1990.
- « Les transferts linguistiques dans l’Outaouais », Cahiers de géographie du Québec, 33-89, septembre 1989
- « Virage démographique et Québec-français », Cahiers québécois de démographie, volume 17, numéro 1, 1988, p. 49–61.
- « L'orientation linguistique des mariages mixtes dans la région de Montréal », Recherches sociographiques, volume 21, numéro 3, 1980 (avec la collaboration de Calvin Veltman)
- « L'exogamie précoce et la prévision des taux de transfert linguistique », Recherches sociographiques, volume 20, numéro 3, 1979
- « Compte rendu de Richard J. Joy, Les minorités des langues officielles au Canada », Recherches sociographiques, volume 19, numéro 3, 1978
- « La minorisation de la population de langue maternelle française dans les régions de Hull et d'Ottawa, de 1961 à 1976 », L'Action nationale, volume 68, numéro 1, 1978, p. 18–21
- « Les transferts linguistiques au foyer », Recherches sociographiques, volume 17, numéro 3, 1976
- « Dimensions des transferts linguistiques entre groupes anglophone, francophone et autre d'après le recensement canadien de 1971 », Annales de l'Association canadienne-française pour l'avancement des sciences, volume 41, numéro 2, 1974, p. 125–131

### Articles parus dans les journaux
- « Commission Bouchard-Taylor. L’analyse linguistique est trompeuse. L’intégration incertaine des immigrants à la majorité francophone est esquivée », Le Devoir, 4 décembre 2007
- « La force réelle du français au Québec », Le Devoir, 20 décembre 2005
- « Quelle est la force d'attraction réelle du français au Québec ? - Analyse critique de l'amélioration de la situation du français observée en 2001 », Le Devoir, mercredi 10 décembre 2003
- « Le Pontiac est-il au Québec ou en Ontario? », Le Devoir, samedi 30 août 2003
- « Monsieur Larose se dérobe », L'aut'journal sur le Web, numéro 202, septembre 2001
- « Commission sur l'avenir du français : Larose n'est pas Larousse », Le Devoir, 7 septembre 2001 (via Vigile.net)
- « Un amuse-gueule qui nous laisse sur notre faim », L'aut'journal sur le Web, numéro 201, juillet 2001
- « L’assimilation? Connais pas ! Le recensement va dissimuler la faiblesse du français », L'aut'journal sur le Web, numéro 200, juin 2001
- « Surprise! Le Canada s’anglicise », L'aut'journal sur le Web, numéro 199, mai 2001
- « Alliance Québec peut aller se rhabiller », L'aut'journal sur le Web, numéro 198, avril 2001
- « Faire dire n’importe quoi aux chiffres », L'aut'journal sur le Web, numéro 197, mars 2001
- « On nous tire la langue », L'aut'journal sur le Web, numéro 196, février 2001
- « La juste part de l’assimilation : 85 % des transferts linguistiques au français », L'aut'journal sur le Web, numéro 195, décembre 2000
- « Les États généraux doivent aller plus loin que la loi 101 : Une tour de Babel en français? », L'aut'journal sur le Web, numéro 194, novembre 2000
- « La francisation s’essouffle : En occultant la langue de travail », L'aut'journal sur le Web, numéro 193, octobre 2000
- « À propos des statistiques sur l'assimilation - Les questions du recensement de 2001 ne permettront pas de mesurer clairement l'incidence de l'assimilation des francophones », Le Devoir, 18 avril 2000 (via Vigile.net)
- « Imbuvable, ce SLUP ! », Le Devoir, 16 octobre, 1999 (via Vigile.net)
- « Le SLUP, un indice inutile et faux », Le Devoir, 24 et 25 septembre 1999
- « Call me Canadian! », Le Devoir, 30 avril 1999 (via Vigile.net)
- « Le bouffon de Mme Copps », Le Devoir, 18 février 1999 (via Vigile.net)
- « L'assimilation durable », Le Devoir, 3 juin 1999 (via Vigile.net)
- « Jeux de langues - La place de l'anglais comme langue d'usage dans l'Ouest-de-l'île se confirme », Le Devoir, 19 mars 1997 (via Vigile.net)
- « Chrétien, Durham, même combat », Le Devoir, 22 août 1996 (via Vigile.net)
- « Vérité et mensonge sur la langue », Le Devoir 1er avril 1996 (via Vigile.net)
- « Le recensement de 1991 est beaucoup plus inquiétant pour les francophones que pour les anglophones », Le Devoir, 21 octobre 1992 (via Vigile.net)
- «La confusion des politiques linguistiques depuis 1985 a porté préjudice au français», La Presse, 2 juin 1992
- «Que valent les statistiques sur le bilinguisme?», La Presse, 29 mars 1990
- «Recensement et origine ethnique», Le Devoir, 4 juin 1986

### Études
- Incidence du sous-dénombrement et des changements apportés aux questions de recensement sur l'évolution de la composition linguistique de la population du Québec entre 1991 et 2001 (Étude 3), Montréal : Office québécois de la langue française, 26 septembre, 2005, 29 pages
- Les indicateurs généraux de vitalité des langues au Québec : comparabilité et tendances 1971-2001 (Étude 1), Montréal : Office québécois de la langue française, 26 mai, 2005, 48 pages

### Autres (mémoires, inédits)
- Assurer l'avenir du français au Québec et au Canada, Mémoire présenté à la Commission des états généraux sur la situation et l'avenir de la langue française au Québec, 12 janvier 2000
- La langue parlée au foyer : signification pour l’avenir du français et tendances récentes, Communication présentée lors d’une journée thématique de la Commission des états généraux sur la situation et l'avenir de la langue française au Québec, 25 janvier 2001
- Évolution démographique des minorités de langue officielle, Le Programme de contestation judiciaire du Canada, Conférence linguistique, 1999
- Transcription d'un témoignage devant le Comité mixte permanent des langues officielles, mardi 28 avril, 1998
- « Mesure de l'assimilation linguistique : histoire et méthode », rapport de recherche remis au Conseil de la langue française, Québec, 1991, environ 500 feuillets

## Publications en anglais

### Thèse
- Meaning and Existence in Mathematics, New York : Springer-Verlag, 1972, 159 pages (aussi New York : Springer, 1973)

### Articles de journaux et revues
- « Nation Building and Anglicization in Canada's Capital Region », in Inroads Journal, numéro 11, 2002, p. 71–86
- « French is on the ropes. Why won’t Ottawa admit it ? », dans Policy Options / Options politiques, volume 20, numéro 8, 1999, p. 39–50
- « Getting the facts straight on French : Reflections following the 1996 Census », in Inroads Journal, numéro 8, 1999, pages 57 to 77
- «The Fading Canadian Duality», dans : John Edwards éd., Language in Canada, Toronto, Cambridge University Press, 1999, p. 36-60.

### Autres
- Transcript of a Standing Joint Commitee on Official Languages hearing, recorded on April 28, 1998
- Assimilation Trends among Official-Language Minorities, actes du colloque Towards the Twenty-First Century: Emerging Socio-Demographic Trends and Policy Issues in Canada, Federation of Canadian Demographers, Ottawa, 1996, p. 201–205